# مكارود (مقاطعة كلاردشت)
مكارود (بالفارسية: مکارود) هي قرية تقع في قسم كلاردشت الغربي الريفي (مقاطعة كلاردشت) في إيران. يقدر عدد سكانها بـ 922 نسمة .